# Granarolo dell’Emilia
Granarolo dell’Emilia – miejscowość i gmina we Włoszech, w regionie Emilia-Romania, w prowincji Bolonia.
Według danych na styczeń 2009 gminę zamieszkiwało 10 321 osób przy gęstości zaludnienia 299,9 os./1 km².